# Wiktor Emanuel II

Herb Wiktora Emanuela II w latach 1849-1870

Wiktor Emanuel II, wł. Vittorio Emanuele II di Savoia-Carignano, właśc. Vittorio Emanuele Maria Alberto Eugenio Ferdinando Tommaso di Savoia-Carignano (ur. 14 marca 1820 w Turynie, zm. 9 stycznia 1878 w Rzymie) – król Królestwa Sardynii w latach 1849–1861, a następnie pierwszy król powstałego w 1861 roku Królestwa Włoch, wywodzący się z dynastii sabaudzkiej.

## Początki panowania
Urodził się w Turynie jako syn przyszłego króla Sardynii i Piemontu Karola Alberta oraz Marii Teresy z Toskanii. Od wczesnej młodości nie przejawiał większych zainteresowań nauką. Unikał gramatyki, matematyki, historii i innych dyscyplin, które wymagały od niego wysiłku i wytrwałej lektury. Wysiłki nauczycieli, aby książę zainteresował się zdobywaniem wiedzy były daremne. Wiktor Emanuel wolał jazdę konną, polowania, naukę fechtunku czy wędrówki po górach. 27 lipca 1838 roku zdobył szczyt Rocciamelone w Alpach Graickich o wysokości 3538 m n.p.m.
W 1848 roku jego ojciec rozpoczął wojnę z Austrią, która rządziła prawie całymi północnymi ziemiami włoskimi, ale został pokonany w bitwie pod Novarą w 1849 roku. W tym samym roku Karol Albert abdykował, a 22 marca 1849 roku jego następcą został Wiktor Emanuel. W latach 50. XIX wieku pod rządami Wiktora Emanuela Turyn stał się politycznym i kulturalnym sercem Italii, a Królestwo Sardyńskie oazą liberalizmu i ostoją myśli narodowej. W 1857 roku utworzono organizację pod nazwą Włoskie Towarzystwo Narodowe, którego celem było wspieranie wszystkiego, co mogło przyczynić się do kulturalnego i narodowego odrodzenia Włoch, a naczelnym zawołaniem Towarzystwa stało się: Viva Vittorio Emanuele II! Wiktor Emanuel II stał się królewskim patronem polityki wyzwolenia i odrodzenia narodowego.

## Napoleon III a sprawa włoska
W 1858 rozpoczęły się negocjacje premiera Camilla Cavoura z Napoleonem III w kwestii poparcia sprawy włoskiej. Cesarz Napoleon zgodził się wesprzeć militarnie Królestwo Sardynii w ewentualnej wojnie z Austrią. Celem byłoby odebranie Austrii i przyłączenie Lombardii i Wenecji do Piemontu. Napoleon III zgodził się na objęcie panowania przez Wiktora Emanuela II w Parmie i Modenie. Szukano pretekstu do wojny. Wypowiedział ją cesarz Franciszek Józef I 27 kwietnia 1859. Napoleon III pokonał wojska austriackie w bitwie pod Magentą. Cztery dni później Wiktor Emanuel II i cesarz Napoleon III dokonali uroczystego wjazdu do Mediolanu. Obawiając się zbytniego osłabienia Austrii, 11 lipca 1859 cesarz Francuzów za plecami króla podpisał z cesarzem Franciszkiem Józefem pokój w Villafranca. Na mocy porozumienia większość Lombardii, razem z jej stolicą, Mediolanem, z wyjątkiem twierdz austriackich, Mantui i Legnano, przeszła pod władzę francuską. Cesarz Austrii zachował Wenecję.

## Zjednoczenie Włoch
Wiktor Emanuel II brał aktywny udział w odbudowie państwa włoskiego. Jeździł po kraju, wygłaszając płomienne przemówienia w miastach i miasteczkach. Cieszył się ogromną popularnością, której dorównywał tylko Giuseppe Garibaldi. Pod koniec 1859 i na początku 1860 większe i mniejsze państwa środkowych Włoch ofiarowały koronę Wiktorowi Emanuelowi. 11 i 12 marca 1860 w krajach tych przeprowadzono plebiscyty. Wszystkie prowincje wypowiedziały się za inkorporacją do Królestwa Sardynii. 22 marca 1860 Królestwo Sardynii formalnie objęło te terytoria. W 1860 Wiktor Emanuel w liście do Franciszka II proponował ustanowienie kondominium w Italii. Obaj monarchowie mieli podzielić się obszarem Mantui i Umbrii i roztoczyć opiekę nad Rzymem, rządzonym przez papieża Piusa IX. Jednocześnie poparł zorganizowaną przez Garibaldiego wyprawę tysiąca na Sycylię.

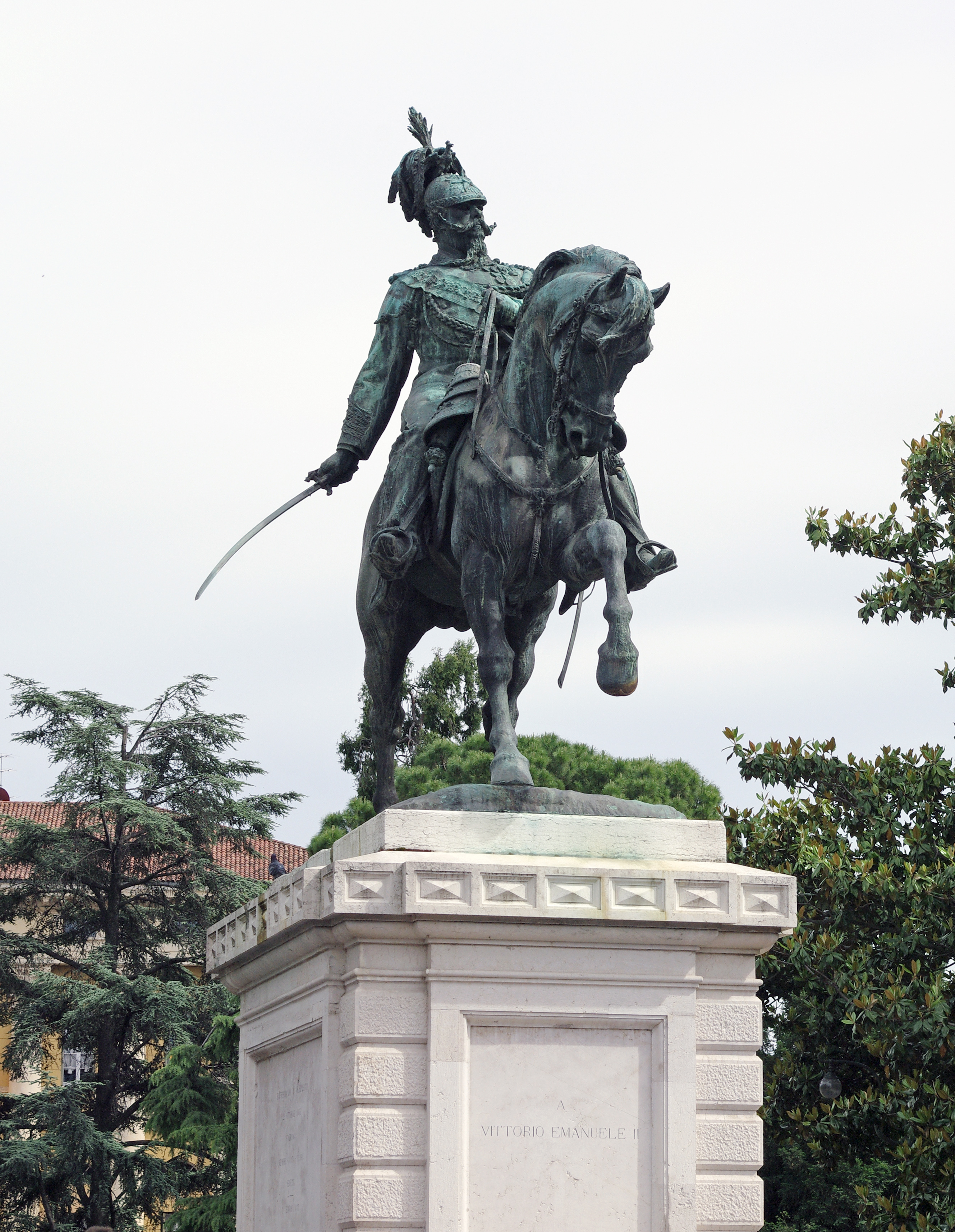
Pomnik Wiktora Emanuela II w Weronie

Wyprawa tysiąca zakończyła się sukcesem. Garibaldi opanował Sycylię i ogłosił jej przyłączenie do królestwa Wiktora Emanuela II. 27 lipca 1860 Garibaldi zajął Mesynę, a 19 sierpnia wylądował w Kalabrii. Wiktor Emanuel II w oficjalnym liście zakazywał Garibaldiemu inwazji na kontynencie, a w prywatnym liście wręcz do niej zachęcał. Prowadził potrójną grę wobec Garibaldiego, Cavoura i Napoleona III. Garibaldi rozpoczął inwazję na Neapol, który ostatecznie zajął bez walki i większego oporu 7 września 1860. Na zajętych terenach również przeprowadzono plebiscyt, uzyskując poparcie większości, opowiadającej się za natychmiastową inkorporacją południowych prowincji do królestwa Wiktora Emanuela II. Resztę wojsk Franciszka II rozbito na przełomie 1860 i 1861. W październiku 1860 Garibaldi spotkał się z Wiktorem Emanuelem, tytułując go królem Włoch. 17 marca 1861 Senat i Izba Deputowanych ogłosiły powstanie Królestwa Włoch, na którego władcę koronowano Wiktora Emanuela II.
Po śmierci Camilla Cavoura, król Wiktor Emanuel II nie miał już premiera i polityka tej miary. Młode państwo włoskie ulegało poważnym tarciom politycznym i społecznym. Było ogromnie zróżnicowane pod względem demograficznym i ekonomicznym. Burżuazja posiadała kontrolę nad aparatem administracyjnym. Olbrzymie masy chłopskie żyły w skrajnej nędzy i niedostatku. Król aprobował dążenia do rządów parlamentarnych. Proces jednoczenia ziem pod jego berłem zakończył się zajęciem Państwa Kościelnego i Rzymu. Pius IX zaprotestował przeciwko okupacji miasta przez wojska piemonckie, ogłaszając się „więźniem Watykanu” i ekskomunikował króla. W 1871 Rzym stał się, w miejsce Florencji, oficjalną stolicą zjednoczonego państwa włoskiego. Znaczenie osobowości króla i jego wpływ na bieg wydarzeń były ogromne. Przez potomnych uznany został za jednego z czterech „ojców Ojczyzny”.
Zmarł 9 stycznia 1878 w Rzymie. Jego ciało spoczywa w rzymskim Panteonie.

## Rodzina
W 1842 roku poślubił swoją siostrę cioteczną, arcyksiężniczkę austriacką – Marię Adelajdę Habsburg (1822–1855), córkę Rainera, wicekróla Lombardo-Wenecji i Marii Franciszki Carignano (obydwoje byli praprawnukami hr. Stanisława Krasińskiego, generała WP i Anieli Humieckiej). Mieli oni kilkoro dzieci:
- Klotylda Maria (1843–1911)

∞ Napoleon Józef Bonaparte, bratanek Napoleona I
- Humbert I (1844–1900), król Włoch

∞ Małgorzata Sabaudzka
- Amadeusz I (1845–1890), król Hiszpanii

∞ (1) Maria Wiktoria del Pozzo della Cisterna
∞ (2) Maria Letycja Bonaparte
- Otton Eugeniusz (1846-1866), książę Montferrat
- Maria Pia (1847–1911)

∞ Ludwik I, król Portugalii
- Karol Albert (1851–1854), książę Chablais
- Wiktor Emanuel (1852)
- Wiktor Emanuel (1855), hrabia Genui

W 1869 roku Wiktor Emanuel zawarł małżeństwo morganatyczne ze swoją kochanką, Różą Vercellaną (1833–1885), nazywaną Bela Rosin, która od 1858 roku nosiła tytuł hrabiny Mirafiori i Fontanafredda. Para miała dwoje dzieci:
- Wiktorię wł. Vittoria Guerrieri (1848-1905)
- Emanuela Alberta wł. Emanuele Alberto Guerrieri (1851–1894), hrabiego Mirafiori i Fontanafredda

Oprócz swojej drugiej żony, Wiktor Emanuel miał również inne kochanki m.in.: Virginię Oldini, hrabinę Castiglione (również kochankę Napoleona III). Z Laurą Bon miał dwoje dzieci:
- syna (1852)
- Emanuelę Marię Albertę Wiktorię Roverbella wł. Emanuela Maria Alberta Vittoria di Roverbella (1853–1880/1890)

Z Virginią Rho miał dwoje dzieci:
- Wiktora Rho Guerrieri/o wł. Vittorio di Rho Guerrieri/o (1861–1913), słynnego fotografa
- Marię Pia Rho Guerrieri wł. Maria Pia di Rho Guerrieri (1866–1947)

Z nieznaną kobietą miał syna:
- Donata Etnę wł. Donato Etna (1858–1938), generała, senatora królestwa

Z baronową Wiktorią wł. Vittoria Duplessis miał:
- córkę (zmarłą w dzieciństwie)

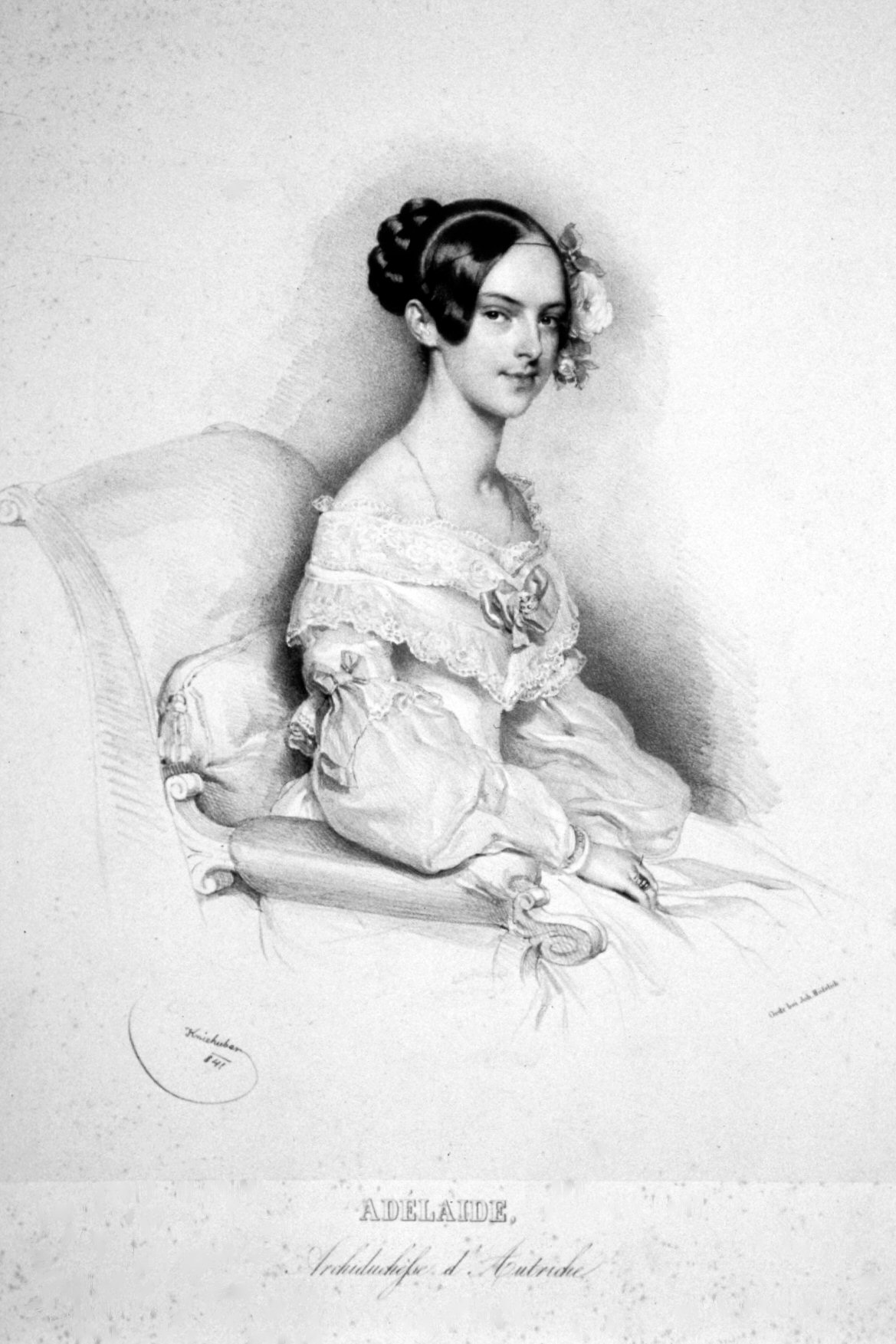
Maria Adelajda Habsburg żona Wiktora Emanuela II (1851 r.)
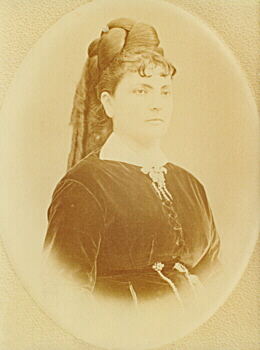
Rosa Vercellana „la Bela Rosin” (1833-1885), morganatyczna żona Wiktora Emanuela II

## Ordery
Najwyższy Order Zwiastowania Najświętszej Marii Panny (Order Annuncjaty) w 1836 r., a od 1849 r. Wieki Mistrz.

## Genealogia
| Prapradziadkowie                         | książę Carignano Ludwik Wiktor (1721–1778) ∞1740 Krystyna Hessen-Rheinfels-Rotenburg (1717–1778) | Ludwik de Lorraine (1725–1761) ∞1748 Luiza de Rohan (1734–1815)                            | król Polski August III Sas (1696–1763) ∞1719 Maria Józefa Habsburżanka (1699–1757)                    | Stanisław Krasiński ∞ Aniela Humiecka                                                                 | cesarz rzymski Franciszek I Lotaryński (1708–1765) ∞1736 Maria Teresa Habsburg (1717–1780)          | król Hiszpanii Karol III Burbon (1716–1788) ∞1738 Maria Amalia Wettyn (1724–1760)                   | król Hiszpanii Karol III Burbon (1716–1788) ∞1738 Maria Amalia Wettyn (1724–1760)                   | cesarz rzymski Franciszek I Lotaryński (1708–1765) ∞1736 Maria Teresa Habsburg (1717–1780)          |
| Pradziadkowie                            | książę Carignano Wiktor Amadeusz II (1743–1780) ∞1768 Maria Józefa de Lorraine (1753–1797)       | książę Carignano Wiktor Amadeusz II (1743–1780) ∞1768 Maria Józefa de Lorraine (1753–1797) | książę Kurlandii i Semigalii Karol Krystian Wettyn (1733–1796) ∞1760 Franciszka Krasińska (1742–1796) | książę Kurlandii i Semigalii Karol Krystian Wettyn (1733–1796) ∞1760 Franciszka Krasińska (1742–1796) | cesarz rzymski Leopold II Habsburg (1747–1792) ∞1765 Maria Ludwika Burbon (1745–1792)               | cesarz rzymski Leopold II Habsburg (1747–1792) ∞1765 Maria Ludwika Burbon (1745–1792)               | król Neapolu i Sycylii Ferdynand I Burbon (1751–1825) ∞1768 Maria Karolina Habsburg (1752–1814)     | król Neapolu i Sycylii Ferdynand I Burbon (1751–1825) ∞1768 Maria Karolina Habsburg (1752–1814)     |
| Dziadkowie                               | książę Carignano Karol Emanuel (1770–1800) ∞1797 Maria Krystyna Wettyn (1770–1851)               | książę Carignano Karol Emanuel (1770–1800) ∞1797 Maria Krystyna Wettyn (1770–1851)         | książę Carignano Karol Emanuel (1770–1800) ∞1797 Maria Krystyna Wettyn (1770–1851)                    | książę Carignano Karol Emanuel (1770–1800) ∞1797 Maria Krystyna Wettyn (1770–1851)                    | wielki książę Toskanii Ferdynand III Toskański (1769–1824) ∞1790 Luiza Maria Sycylijska (1773–1802) | wielki książę Toskanii Ferdynand III Toskański (1769–1824) ∞1790 Luiza Maria Sycylijska (1773–1802) | wielki książę Toskanii Ferdynand III Toskański (1769–1824) ∞1790 Luiza Maria Sycylijska (1773–1802) | wielki książę Toskanii Ferdynand III Toskański (1769–1824) ∞1790 Luiza Maria Sycylijska (1773–1802) |
| Rodzice                                  | król Sardynii Karol Albert Sabaudzki (1798–1849) ∞1817 Maria Teresa Toskańska (1801–1855)        | król Sardynii Karol Albert Sabaudzki (1798–1849) ∞1817 Maria Teresa Toskańska (1801–1855)  | król Sardynii Karol Albert Sabaudzki (1798–1849) ∞1817 Maria Teresa Toskańska (1801–1855)             | król Sardynii Karol Albert Sabaudzki (1798–1849) ∞1817 Maria Teresa Toskańska (1801–1855)             | król Sardynii Karol Albert Sabaudzki (1798–1849) ∞1817 Maria Teresa Toskańska (1801–1855)           | król Sardynii Karol Albert Sabaudzki (1798–1849) ∞1817 Maria Teresa Toskańska (1801–1855)           | król Sardynii Karol Albert Sabaudzki (1798–1849) ∞1817 Maria Teresa Toskańska (1801–1855)           | król Sardynii Karol Albert Sabaudzki (1798–1849) ∞1817 Maria Teresa Toskańska (1801–1855)           |
| Wiktor Emanuel II (1820–1878) król Włoch |                                                                                                  |                                                                                            | | | | | | |